# Jan Brinkman
Jan Brinkman (Rotterdam, 23 april 1952 - aldaar, 1 juli 1999) was een Nederlands wegwielrenner, die beroeps was tussen 1973 en 1978.

## Wielerloopbaan
Brinkman reed in 1976 de Giro als gastrenner bij GBC van ploegleider Dino Zandegu.

## Belangrijkste overwinningen
geen

## Grote rondes
Eindklasseringen in grote rondes, met tussen haakjes het aantal etappeoverwinningen.
| Jaar | Ronde van Italië | Ronde van Frankrijk | Ronde van Spanje |
| ---- | ---------------- | ------------------- | ---------------- |
| 1976 | opgave           |                     |                  |

## Familie
Jan Brinkman was de zoon van Manus Brinkman (1928-2016), die ook verdienstelijk was in het amateur- en profwielrennen.